# Counselling de carrière
Le counselling de carrière est un service de ressources humaines permettant de « guider l’individu à choisir une occupation, se préparer pour celle-ci, entrer dans le domaine professionnel choisi et y progresser ».
Le counselling de carrière est un processus d’exploration personnelle et professionnelle, centré sur un ou des problèmes précis. Ce processus d’interaction est fait d’un accord mutuel entre un ou des conseillers et un ou plusieurs clients. (il peut s’agir d’individus, de famille, de groupe ou des institutions). La carrière représente l’ensemble des rôles, des emplois et des expériences de travail qu’une personne aura accumulé au sein de sa vie.

## En pratique
Il y a trois grands facteurs qui interviennent dans le choix d’une profession. En premier lieu, le client doit développer une bonne connaissance de soi telles ses aptitudes, ses intérêts et ses barrières. Deuxièmement, le client sera invité à prendre connaissance du marché du travail telles les perspectives d’avenir, les conditions d’emploi et la rémunération. En dernier lieu, le client doit être en mesure de rassembler et mettre en relation ses deux sphères. 
Le counselling de carrière peut prendre diverses formes. Il peut se dérouler en session individuelle ou de groupe. Avec l’ère de la technologie, on peut aussi procéder à des sessions à distance par Internet ou téléphone.